# NGC 2882
NGC 2882 je galaksija u zviježđu Lavu.

## Vanjske poveznice
- SEDS: NGC 2882